# Salt & vinegar
El Salt & vinegar es una mezcla de sal y vinagre empleada como condimento añadido al popular fish and chips en Inglaterra, Irlanda y el Commonwealth of Nations. Esta salsa se elabora en tarros de plástico que suelen dosificar la cantidad vertida a la hora de servir el "fish and chips" en la calle.  

## Otros usos
Cuando se menciona en Inglaterra la palabra Salt & vinegar puede hacer referencia a una marca de aperitivos de patatas  fritas denominada Cheese and Onion, es uno de los sabores más comunes de las Patatillas. El vinagre en polvo suele combinarse con este tipo de aperitivos mediante la maltodextrina para mantener el sabor de la patata.
- Datos: Q9072949